# Parque Wohl Rose

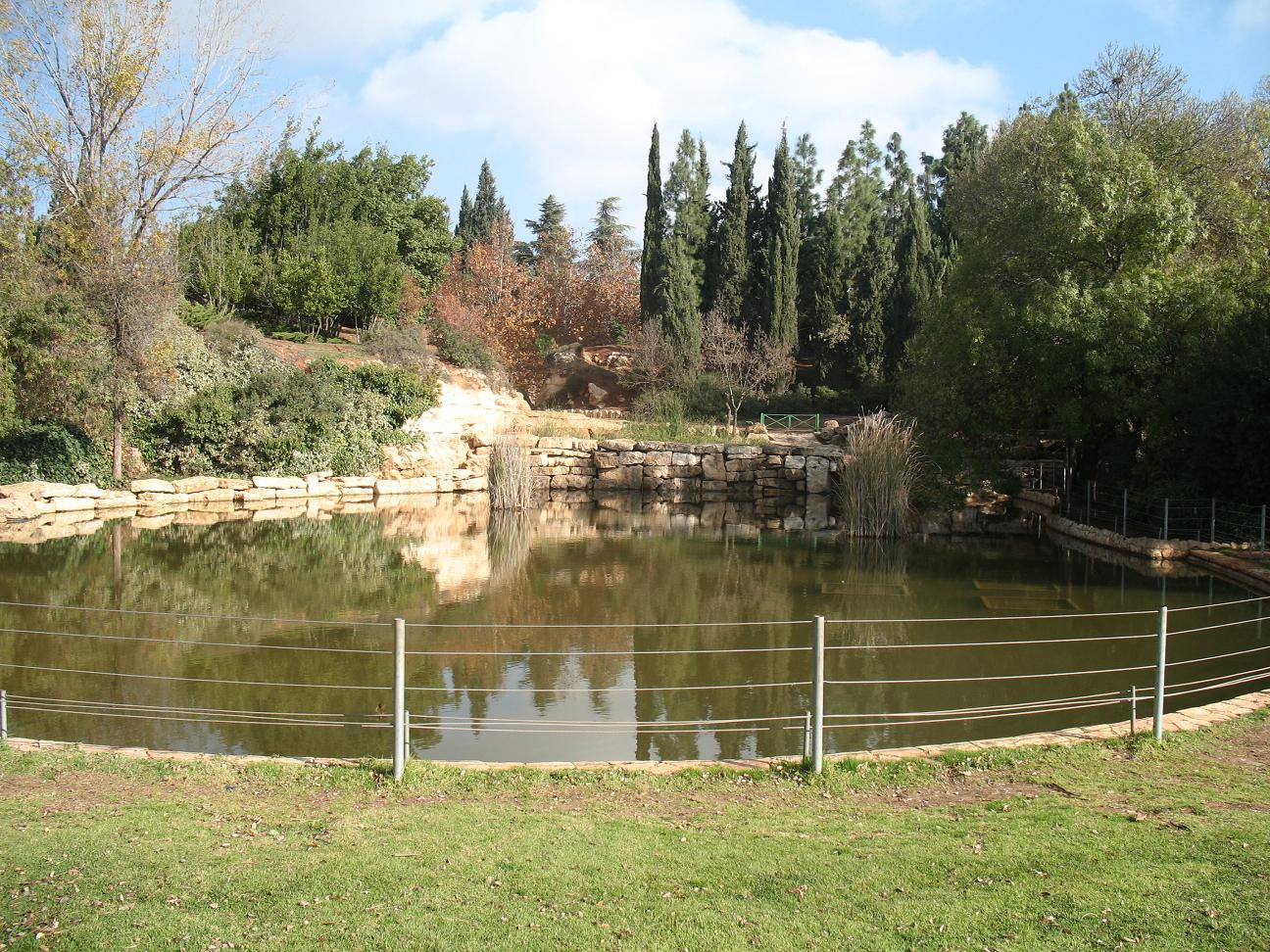
Vista da lagoa, no parque Wohl Rose.

O Parque Wohl Rose (em hebraico: גן הוורדים, Gan HaVradim) é um jardim público situado na vizinhança de Givat Ram, Jerusalém, localizado em frente ao Knesset e a delegacia do governo, ao pé da Suprema Corte.
O parque, que foi criado em 1981, contém mais de quatrocentas variedades de rosas cultivadas, muitas delas presentes de países ao redor do mundo. O parque Wohl Rose cobre 19 hectares (77 mil metros quadrados). É um dos poucos parques de rosas do gênero no Oriente Médio, onde não há chuvas no verão.
O Jardim das Nações do parque é composto por seções doadas por outros países. Cada seção tem variedades de rosas características ou crescidas no respectivo país. O parque também tem uma seção experimental onde novas variedades de rosas são testadas para sua adequação a jardins públicos e privados em Israel.
Em outubro de 2003, o parque Wohl Rose ganhou um prêmio por excelência em uma competição internacional de jardins de rosas de todo o mundo. O parque também foi proclamado um dos onze jardins de rosas mais bonitos do mundo. Além de cerca de quinze mil roseiras, o parque possui amplos gramados, colinas, pedreiras, um lago ornamental com plantas e peixes aquáticos, uma cachoeira, rochas ornamentais e esculturas. Um piso de mosaico do século VI desenterrado no Kibutz de Sde Nahum foi instalado no parque.
A Menorá do Knesset está localizada fora do parque, de frente para o Knesset.
Devido à sua localização em frente ao Gabinete do Primeiro Ministro e outros edifícios do governo, o parque é um local para os manifestantes israelenses: o jardim muitas vezes abriga cidades de tendas de manifestantes, com mesas para assinatura de petições, banners e cartazes.

## História
O projeto original do parque foi elaborado em 1949. Em seus primeiros anos, o parque era usado apenas para cerimônias oficiais do governo. Abriu para o público em geral no final da década de 50. Era conhecido na época como "Parque do Presidente." Entre 1978 e 1979, David Gilad, do Conselho de Flores de Israel, estava procurando um local para um parque de rosas que seria o ponto focal do congresso internacional de rosas que deveria se reunir no país em outubro de 1981. O Parque do Presidente foi considerado um local apropriado, por conta de sua localização única e vistas panorâmicas. O parque foi re-ajardinado pelo arquitecto paisagista Joseph Segal. O projeto foi realizado em cooperação com a Fundação Jerusalém, sob o patrocínio de Vivienne e Maurice Wohl.